# Vigée-Lebrun (cràter)
Vigée-Lebrun és un cràter d'impacte en el planeta Venus de 57,8 km de diàmetre. Porta el nom de Élisabeth Vigée Le Brun (1755-1842), pintora francesa, i el seu nom va ser aprovat per la Unió Astronòmica Internacional el 1991.